# مانیلکارا چیکله
مانیلکارا چیکله (Manilkara chicle)، درخت گرمسیری همیشه‌سبز، بومیهٔ مکزیک و آمریکای مرکزی است. محدودهٔ رشد این درخت از وراکروس در مکزیک و در جنوب تا بخش "آتلانتیکو" در کلمبیا است. این درخت بازده آدامس طبیعی به نام چیکله است که به طور سنتی در ساخت آدامس و محصولات دیگر استفاده می شود.